# National Bank House
Le National Bank House est un gratte-ciel de 161 mètres de hauteur construit à Melbourne en Australie en 1978.
Il abrite des bureaux sur 40 étages.
Les architectes sont les agences australiennes John Wardle Architects et Peddle Thorp & Harvey Pty. Ltd.